# 한밤나라
서정덕의 한밤나라는 서정덕 아나운서가 진행하고 있는 경기방송의 라디오 프로그램이다. 2005년 5월 5일부터 2019년 1월 4일까지 방송되었다.

## 프로그램 소개
- 일단, 한 번 웃고 갑시다^^ 별이 빛나지도, 대단하지도 않지만 한밤에겐 웃음이 있다!

## 역대 진행자
- 최정환 (가수)
- 김정민 (배우)
- 서후 (가수)
- 황현희 (개그맨)
- 김혜진 (경기방송 보도부 아나운서)
- 서정덕 (경기방송 편성제작부 아나운서)

| KFM 경기방송                                       |                                                               |                   |
| 이전                                               | 서정덕의 한밤나라 (평일) 이유나의 나만 듣고싶은 라디오 (주말) | 다음              |
| 배형진의 음악풍경 (평일) 하지나의 더 로망스 (주말) | 서정덕의 한밤나라 (평일) 이유나의 나만 듣고싶은 라디오 (주말) | 이세나의 감성터치 |
| 20시 ~ 22시                                        | 22시 ~ 24시                                                   | 24시 ~ 2시        |
|                                                    |                                                               |                   |